# Carex circinnata
Espèce
Classification phylogénétique
Carex circinnata est une espèce des plantes du genre Carex et de la famille des Cyperaceae.